# 80-я бригада управления
80-я Витебская Краснознамённая, ордена Александра Невского бригада управления (сокр. 80 бру, в/ч 19288) — тактическое соединение войск связи Сухопутных войск Российской Федерации.
Бригада дислоцируется в г. Уссурийск и находится в составе 5-й гвардейской общевойсковой армии Восточного военного округа.

## История
Формирование создано 20 ноября 1941 года в городе Кирсанов Тамбовской области как полк связи. В дальнейшем полк связи участвовал в Сталинградской битве, Демянской наступательной операции, Смоленской наступательной операции, в Белорусской стратегической наступательной операции и в освобождении Литвы. После окончания войны с нацистской Германией, полк вошёл в состав 5-й армии 1-го Дальневосточного фронта и получил боевой опыт в разгроме Японской императорской армии в Маньчжурии. С 26 июня 1954 года 86-й отдельный полк связи располагался в г. Уссурийск.
1 декабря 2010 года, в ходе реформы Вооружённых сил, 86-й отдельный полк связи был переформирован в 80-ю бригаду управления.

## Награды полка
- 2 июля 1944 года — Почетное наименование «Витебский» — присвоено приказом Верховного Главнокомандующего № 0175 от 2 июля 1944 года в ознаменование одержанной победы и отличие в боях при освобождении Витебска.
- 25 июля 1944 года —  Орден Красного Знамени — награждён указом Президиума Верховного Совета СССР от 25 июля 1944 года за образцовое выполнение заданий командования в боях с немецкими захватчиками, за овладение городом Вильнюс и проявленные при этом доблесть и мужество.[3]
- 19 февраля 1945 года —  Орден Александра Невского — награждён указом Президиума Верховного Совета СССР от 19 февраля 1945 года за образцовое выполнение заданий командования в боях с немецкими захватчиками, за прорыв обороны немцев в Восточной Пруссии и проявленные при этом доблесть и мужество.[4]